# Вулиця Шекспіра (Харків)
Вулиця Шекспіра — вулиця у Харкові, у Шевченківському районі, в житловому масиві Павлове Поле. Йде паралельно проспекту Науки від вулиці Отакара Яроша до вулиці 23 Серпня.

## Розташування
Вулиця Шекспіра починається від вулиці Отакара Яроша і прямує на північ паралельно проспекту Науки. Її перетинає вулиця Вартових Неба, утворюючи з вулицею Шекспіра два Т-подібних перехрестя, сильно зсунуті один відносно одного. Далі під кутом від вулиці Шекспіра відгалужується провулок Шекспіра. Вулиця Шекспіра закінчується перехрестям з вулицею 23 Серпня, і її продовженням за це перехрестя є Аральський провулок.

## Історія
Спочатку вулиця мала назву Малоповздовжня (рос. Малопродольная). 8 січня 1963 року перейменована на честь англійського поета й драматурга Вільяма Шекспіра (1564-1616).